# サンガプ屋台
『サンガプ屋台』（朝: 쌍갑포차、朝: Mystic Pop-up Bar Twin Tops Bar）は2020年5月20日から2020年6月25日までJTBCで放送されていた大韓民国のテレビドラマ。JTBCの水木ドラマはこのドラマが初である。主演はファン・ジョンウム、ユク・ソンジェ（BTOB）、チェ・ウォニョン。

## あらすじ
ウォルジュ（ファン・ジョンウム）は、ある特別な酒を客に飲ませることで客の夢の中に入ることができ、自分が“サンガプ屋台”にやって来た客たちから恨みを聞き出し、夢の中で客が抱える問題を解決することで、9万9,990人の客たちの恨みを晴らすことができた。一方、ウォルジュの悩みの解決方法は、客が心を開いてくれない限り達成できないため、時間がかかる。
あと10人で10万人というところで、ウォルジュは閻魔大王から「あと一月以内に10万人を達成できなければ地獄行き」と宣告される。

## 登場人物

### 主要人物
ウォルジュ
演 - ファン・ジョンウム（子役：パク・シウン）
サンガプ屋台の女将。特別なお酒により人の夢に入ることができる。
ハン・カンベ
演 - ユク・ソンジェ（BTOB）
スーパーマーケットで働く青年。特殊能力を持っているため、人と触れることを避けて生きてきた。ウォルジュに体質を治してもらうのを引き換えに、サンガプ屋台でアルバイトする。
クィ班長
演 - チェ・ウォニョン（子役：ソンゴンフイ）
あの世の警察庁の刑事をやっていた。サンガプ屋台の管理人でウォルジュを手伝っている。

### スーパーマーケット
カン・ヨリン
演 - チョン・ダウン
カンベが勤めるスーパーで警備員として働く。恋愛に対して悩みを抱えている。

### 甲乙
ヨム部長
演 - イ・ジュニョク
死神。ウォルジュの屋台に時々現れる。
閻魔大王
演　- ヨム・ヘラン
ウォルジュに10万人の悩みを解決するという任務を与えている。

## OST

### 日本版
サンガプ屋台 OST（2020年7月6日）
- Dive / チョン・ジヌ[9]
- 愛は思い出に似て / ユク・ソンジェ（BTOB)[10]
- I'll Be / Ben
- 私たちが共にした日々 / チョ・ヒョナ
- 明日に送ってあげる / DMEANOR
- この世とあの世の間
- その時、その一日
- Dream Adventure
- ウォルジュのお出ましだ
- 超越
- グスン運動会
- お母さん私のお母さん
- Sneak In
- Horror Mart
- ありのまま
- I Will Watch Over You
- Into the Dream
- あの世のボックス

## 視聴率
| 2020年     | 2020年     | 2020年           | 2020年           | 2020年           |
| ep.        | 放送日     | AGB視聴率        | AGB視聴率        | TNmS視聴率       |
| ep.        | 放送日     | 大韓民国（全国） | 首都圏（ソウル） | 大韓民国（全国） |
| ---------- | ---------- | ---------------- | ---------------- | ---------------- |
| 第1話      | 5月20日    | 3.610％          | 4.186％          | 3.2％            |
| 第2話      | 5月21日    | 1.884％          | -                | -                |
| 第3話      | 5月27日    | 3.672％          | 3.914%           | -                |
| 第4話      | 5月28日    | 1.557％          | -                | -                |
| 第5話      | 6月3日     | 3.141％          | 3.769％          | -                |
| 第6話      | 6月4日     | 2.485％          | -                | -                |
| 第7話      | 6月10日    | 3.237％          | 3.562％          | -                |
| 第8話      | 6月11日    | 2.941％          | 2.990％          | -                |
| 第9話      | 6月17日    | 3.139％          | 3.076％          | -                |
| 第10話     | 6月18日    | 3.009％          | 3.095％          | -                |
| 第11話     | 6月24日    | 2.782％          | 3.216％          | -                |
| 第12話     | 6月25日    | 3.558％          | 3.603％          | -                |
| 平均視聴率 | 平均視聴率 | 2.918％          | -                | -                |

## 同時間帯ドラマ
- KBS水木ミニシリーズ『魂修理』
- MBC水木ミニシリーズ『ライメンターン』
- tvN木曜ドラマ『賢い医師生活』